# Román Zozulia (gimnasta)
Román Zozulia (Moscú, 22 de junio de 1979) es un gimnasta artístico ucraniano, subcampeón olímpico en 2000 en el concurso por equipos, y también medallista de bronce mundial en 2001 igualmente en equipos.

## Carrera deportiva
En los JJ. OO. de Sídney 2000 consigue la medalla de plata en el concurso por equipos, tras China y por delante de Estados Unidos, siendo sus compañeros de equipo; Valeri Goncharov, Ruslan Mezentsev, Valeri Pereshkura, Olexander Svitlichni y Alexander Beresh. 
En el Mundial celebrado en Gante (Bélgica) en 2001 gana la medalla de bronce en la competición por equipos, tras Bielorrusia y Estados Unidos, siendo sus compañeros de equipo en esta ocasión: Alexander Beresh, Sergei Vyaltsev, Andrei Lipsky, Ruslan Mezentsev y Andrei Mikhailichenko.